# Kakadu
Kakadu (Cacatuinae) – podrodzina ptaków z rodziny kakaduowatych (Cacatuidae).

## Zasięg występowania
Podrodzina obejmuje gatunki występujące w Australazji, we wschodniej Indonezji i na Filipinach.

## Systematyka
Do podrodziny należą następujące plemiona:
- Proboscigerini Mathews, 1916 – jedynym przedstawicielem jest Probosciger aterrimus (J.F. Gmelin, 1788) – kakadu palmowa
- Cacatuini G.R. Gray, 1840